# 국도 제158호선 (일본)

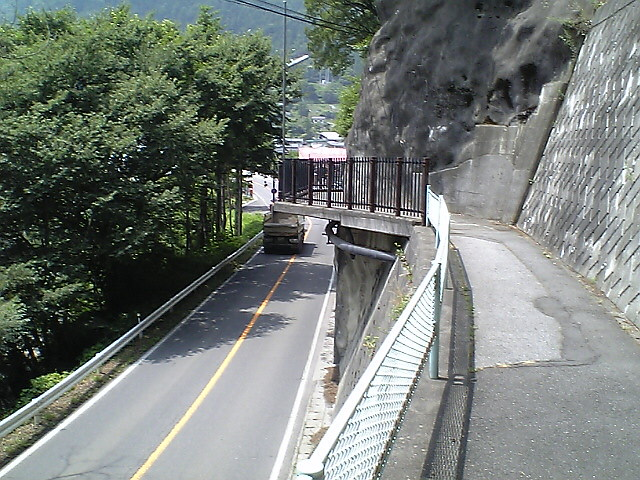
일본 158번 국도의 실제 구간.

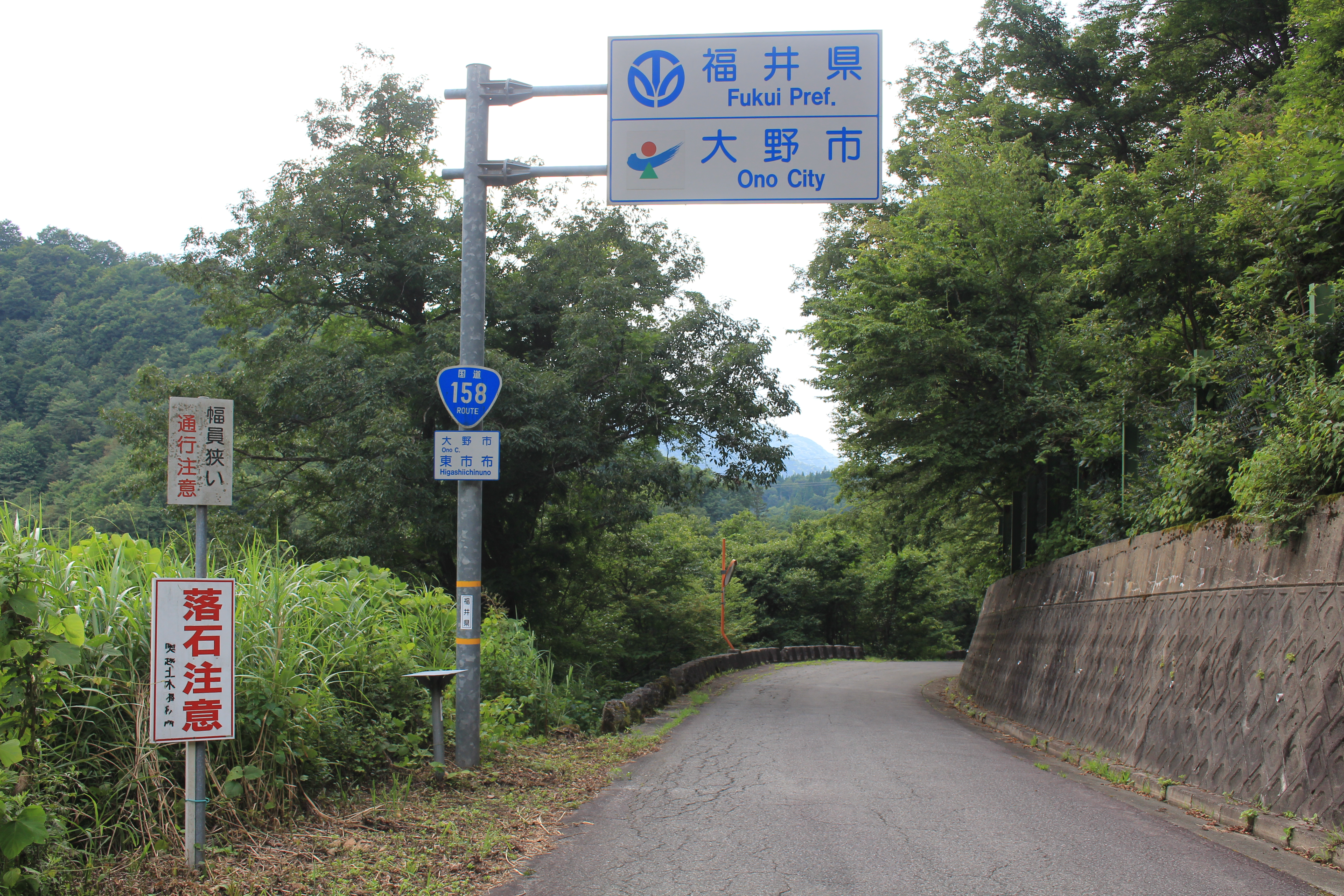
후쿠이현 오노시 히가시이치누노 일대를 비좁게 휘저어 가로지르는 일본 158번 국도의 모습.

국도 제158호선(일본어: 国道158号)은 후쿠이현 후쿠이시에서 나가노현 마쓰모토시까지 연결해 주는 일본의 일반 국도로, 총 연장은 330.6 km, 실제 연장 300.3 km, 현도 254.0 km 등으로 각각 이룬다.